# Olof Rydén
Karl Olof Rydén, född 24 juni 1905 i Vetlanda, död 21 november 1987 i Stockholm, var en svensk orgelbyggare och organist. Han var från 1924 orgelbyggare vid Åkerman & Lund Orgelbyggeri, Sundbyberg.

## Biografi
Ryden föddes 1905 i Fargeräng, Vetlanda och var son till sergeanten Johan August Rydén och Anna Sofia Johansson. Familjen flyttar 1906 till Skede utanför Vetlanda. Han tog organistexamen 1922 i Kalmar. 1924 flyttar Rydén till Solna. 1924 började han som orgelbyggare vid Åkerman & Lund Orgelbyggeri, Sundbyberg. 1942 flyttar han till Hölö.

## Lista över orglar
| År   | Ursprunglig kyrka          | Stift            | Bild | Manualer | Pedal        | Stämmor | Bevarad orgel/fasad | Övrigt |
| ---- | -------------------------- | ---------------- | ---- | -------- | ------------ | ------- | ------------------- | --- |
| 1961 | Lidingö missionskyrka      |                  |      | 1        | Självständig | 9       | Ja/Ja               | Orgeln är mekanisk. Den fick 1973 två nya pedaltoner av Rydén. Pedaltonerna intonerades av Walter Thür Orgelbyggen AB, Torshälla. |
| 1963 | Ulriksdals slottskapell    | Stockholms stift |      | 2        | Självständig | 11      | Ja/Ja               | Orgeln är mekanisk. |
| 1966 | Klara kyrka                | Stockholms stift |      | 1        | Bihängd      | 4       | Ja/Ja               | Orgeln är mekanisk och stämmorna var delade. Den stod i bönekapellet. Flyttades 1967 till koret i Sköllersta kyrka. |
| 1967 | Klara kyrka                | Stockholms stift |      | 1        | Självständig | 7       | Ja/Ja               | Orgeln är mekanisk. Den står i bönekapellet. |
| 1970 | Tortuna kyrka              | Västerås stift   |      | 1        | -            | 4       | Ja/Ja               | Orgeln är mekanisk. Den är en kororgel. |
| 1972 | S:t Paulskyrkan, Stockholm |                  |      | 2        | Självständig | 19      | Ja/Ja               | Orgeln är pneumatisk och innehåller äldre material från den tidigare orgeln. Som var byggd 1920 av E F Walcker & Cie, Ludwigsburg, Tyskaland. Den innehåller även material från en orgeln byggd 1903 av Åkerman & Lunds Orgelbyggeri AB, Sundbyberg till Sankt Matteus kyrka, Stockholm. Ombyggd 1924 av samma firma. Orgelfasaden är från Matteusorgeln. |

### Renoveringar och ombyggnationer
| År         | Ursprunglig kyrka                      | Stift            | Bild | Manualer | Pedal        | Stämmor | Bevarad orgel/fasad | Övrigt |
| ---------- | -------------------------------------- | ---------------- | ---- | -------- | ------------ | ------- | ------------------- | --- |
| 1954       | Skeda kyrka                            | Växjö stift      |      | 2        | Självständig | 17      | Ja/Ja               | Orgeln är pneumatisk och byggd 1927 av Åkerman & Lund, Sundbyberg. Omdisponering och utökning av orgeln.                                                                                           |
| 1955       | Djursholms kapell                      | Stockholms stift |      | 2        | Självständig | 10      | Ja/Ja               | Orgeln är mekanisk och byggd 1898 av Åkerman & Lund, Sundbyberg. Renovering och omdisponering av orgeln.                                                                                           |
| 1957       | Norra Vi kyrka                         | Linköpings stift |      | 2        | Självständig | 22      | Nej/Ja              | Orgeln är pneumatisk och byggdes 1924 av C. A. Lund, Linköping. 1957 omdisponerade Rydén orgeln. 1968 omdisponerades den av Gunnar Carlsson, Borlänge.                                             |
| 1958       | Torsåkers kyrka                        | Uppsala stift    |      | 3        | Självständig | 34      | Ja/Ja               | Orgeln är pneumatisk och byggd 1928 av E H Eriksson & J A Johnsson, Sundbyberg och hade då 22 stämmor, två manualer och pedal. Rydén byggde till och byggde om orgeln. Orgeln fick en till manual. |
| 1962       | Sankt Peters kyrka, Stockholm          |                  |      | 2        | Självständig | 20      | Ja/Ja               | Orgeln är pneumatisk och byggds 1905 av E F Walcker & Cie, Ludwigsburg, Tyskland. Orgeln omdisponerades av Rydén med 7 stämmor.                                                                    |
| 1964       | Södra Möckleby kyrka                   | Växjö stift      |      | 2        | Självständig | 16      | Ja/Ja               | Orgeln är mekanisk och byggd 1903 av E A Setterquist & Son, Örebro. 1951 omändrades orgeln av Einar Berg, Stockholm. Rydén omändrade orgeln 1964.                                                  |
| 1965       | Resmo kyrka                            | Växjö stift      |      | 2        | Självständig | 10      | Ja/Ja               | Orgeln är mekanisk i Manual I och pneumatisk i Manual II och pedal. Den byggdes 1931 av A. Magnussons Orgelbyggeri AB, Göteborg. Omdisponering av orgeln.                                          |
| 1969       | Mo kyrka                               | Härnösands stift |      | 2        | Självständig | 18      | Ja/Ja               | Orgeln är pneumatisk och byggd 1948 av Åkerman & Lunds Nya Orgelfabriks AB, Sundbyberg. Rydén omdisponerade orgeln med 4 stämmor.                                                                  |
| 1960-talet | Röda korsets sjukhuskapell, Engelbrekt | Stockholms stift |      | 2        | Självständig | 13      | Ja/Ja               | Orgeln är pneumatisk och byggd 1929 av Åkerman & Lund, Sundbyberg. Omdisponerade orgeln. |
| 1972       | Ängsö kyrka                            | Västerås stift   |      | 1        | Bihängd      | 6       | Ja/Ja               | Orgeln är mekanisk och byggd 1781 av Olof Schwan, Stockholm. Den omdisponerades 1867 av J. A. Lundell, Teda och 1923 av Åkerman & Lund, Sundbyberg. Rydén renoverade orgeln 1972.                  |